# وقدرت تهجر
وقدرت تهجر هي أغنية ألفها حسين السيد، ولحنها محمد عبد الوهاب، وغنتها فايزة أحمد عام 1976.

## الخلفية
- التقت فايزة أحمد مع ألحان محمد عبد الوهاب، في مجموعة من الأغاني منها «حمال الأسية»، و«بريئة» 1957، و«ست الحبايب» 1958، و«تهجرني بحكاية» 1959، و«خاف الله» 1960.[1]
- لكن تعاون فايزة أحمد مع عبد الوهاب انخفض نوعاً ما مع بدء الستينيات من القرن العشرين، والسبب على الأرجح زواج فايزة أحمد من الملحن محمد سلطان، وقد التقت فايزة مع عبد الوهاب ي ثلاثة أغانٍ هي: «تراهني» 1964، و«بصراحة» 1965، و«راجع لي من تاني» 1966.[1]
- لم يلتق الاثنان بعد ذلك إلاّ بعد حوالي عشر سنوات في عام 1976 في أغنية «وقدرت تهجر» التي ألفها حسين السيد، الشاعر المفضل لعبد الوهاب.[1]
- كانت هذه الأغنية هي آخر لقاء بين فايزة أحمد، ومحمد عبد الوهاب.[1]

## الأغنية
- هذه الأغنية التي تنتمي إلى نوع المونولوج (نوع من الغناء الفردي) مقسمة إلى مطلع وثلاث مقاطع هي: «ياللي بيلوموا عليّا»، و«اللي حبّوا»، و«يا حبيبي».
- في المقدمة الموسيقية للمقطع الأخير «يا حبيبي» قدّم عبد الوهاب نوعاً من الإيقاعات نادراً ما يُستخدم في الأغاني العربية، وهو إيقاع شبيه نوعاً ما بإيقاع الدبكة العراقية.
- غنت فايزة أحمد هذه الأغنية بعد سنوات بتوزيع جديد.